# Laura Marino
Laura Marino (Lione, 2 luglio 1993) è un'ex tuffatrice francese di origini italiane.

## Carriera
Proveniente dalla ginnastica acrobatica, nel 2008 Laura Marino viene convinta dall'allenatrice Estelle Escoffier a dedicarsi ai tuffi. Si unisce così al Lyon Plongeon Club cominciando ad ottenere i primi successi a livello regionale, avviandosi a una carriera giovanile che raggiunge il culmine con la vittoria della medaglia di bronzo agli europei giovanili di Helsinki 2010. Ai successivi campionati mondiali giovanili si è posizionata al nono posto.
Da senior Laura Marino ha debuttato a livello internazionale durante gli europei di Eindhoven 2012 posizionandosi al nono posto nella piattaforma 10 m e al quarto posto nel sincronizzato, sempre dai 10 m. Ai campionati di Rostock 2015 si è laureata vicecampionessa europea davanti a Noemi Batki, superata per 30 centesimi (232,60 contro 323,30 dell'italiana). In seguito partecipa alla sua prima Olimpiade prendendo parte ai Giochi di Rio de Janeiro 2016 non riuscendo però a superare i preliminari, concludendo al 19º posto.
Insieme a Matthieu Rosset, è dapprima campionessa europea nella gara a squadre a Budapest 2017, e successivamente vince anche il suo primo titolo mondiale nella stessa specialità ai campionati di Budapest 2017.
Nell'aprile 2019, all'età di soli 25 anni, annuncia il suo ritiro dall'attività agonistica a causa di un burnout.

## Palmarès
- Mondiali

Budapest 2017: oro nella gara a squadre.
- Europei di nuoto/tuffi

Rostock 2015: argento nella piattaforma 10 m.
Kiev 2017: oro nella gara a squadre.
- Europei giovanili

Helsinki 2010: bronzo nella piattaforma 10 m.